# Conrado Varotto
Conrado Franco Varotto (Brugine, Italia, 13 de agosto de 1941) es un físico que actualmente se desempeña como asesor de la Comisión Nacional de Actividades Espaciales (CONAE) de Argentina.
Nacido en Italia, llegó en su infancia a la Argentina donde se doctoró en física en el Instituto Balseiro (1968). Impulsó la creación de INVAP, empresa de tecnología siendo su primer Gerente General y Técnico entre 1976-1991. Desde enero de 1994 hasta mayo de 2018 se desempeñó como director técnico y ejecutivo de la CONAE.  En 1989 fue designado miembro de la Academia Nacional de Ciencias.

## Biografía

### Formación y primeros años
Varotto nació en Brugine (Provincia de Padua), en 1941. Llegó a la Argentina a la edad de nueve años. En Argentina se licenció y doctoró en el Instituto Balseiro. Luego de doctorarse obtuvo una beca CONICET para realizar un perfeccionamiento en la prestigiosa Universidad de Stanford, EE. UU. (1968-1970), cuna de Silicon Valley. Fue Investigador Asociado en el Departamento de Ciencias de los Materiales de la Universidad de Stanford, California, EE. UU. (1968-1970).
A su regreso a la Argentina es designado Coordinador del Programa de Investigación Aplicada del Centro Atómico Bariloche de la Comisión Nacional de Energía Atómica (1971-1976). Desde este cargo comienza a desarrollar una variada gama de proyectos para la industria y empresas argentinas. Por ejemplo el desarrollo de ferrita para inductores para la empresa de teléfonos ENTEL.

### Creación de INVAP
A partir de las actividades del Programa de Investigación Aplicada, Varotto concibe la idea de crear una empresa de tecnología, inspirado por las empresas que había visto se estaban creando en Silicon Valley durante los años que vive en Stanford. Es así que impulsa el nacimiento en 1976 de la empresa INVAP en Bariloche. Varotto es el Gerente General y Técnico de INVAP desde 1976 hasta 1991.
Desde INVAP impulsa varios proyectos en el área nuclear, como también en una diversidad de temas relacionados con la electrónica, desarrollo de materiales, industria metalúrgica y minera. Actuó como director del proyecto de desarrollo de la tecnología de enriquecimiento de uranio en la Argentina, cuya planta industrial fue construida por INVAP en Pilcaniyeu.

### Actividad en el área espacial
Como Director Ejecutivo y Técnico de la CONAE ha impulsado el programa espacial argentino desde 1994. Desde esa fecha hasta el presente se han puesto en órbita varios satélites construidos por INVAP para la observación de la tierra:  SAC-A, SAC-B, SAC-C, SAC-D / Aquarius. Este último fue puesto en órbita el 10 de junio de 2011 desde la Base de la Fuerza Aérea de Vandenberg, California, Estados Unidos. También existe la serie de satélites SAOCOM, desarrollo de instrumentos activos que operan en el rango de las microondas para la medición de la humedad del suelo y aplicaciones en emergencias, tales como detección de derrames de hidrocarburos en el mar y seguimiento de la cobertura de agua durante inundaciones. Es un proyecto desarrollado en colaboración con la Agencia Espacial Italiana (ASI) e integra el SIASGE (Sistema Italo-Argentino de Satélites para Gestión de Emergencias), junto con los satélites italianos COSMO-SkyMed.
En mayo de 2018 decidió jubilarse, tras 24 años a cargo de la agencia. Aunque continúa como asesor ad honorem de la CONAE.

## Distinciones
- 1993: Premio Konex de Platino, en la especialidad Física y Tecnología Nuclear, por la década 1982-1992.
- 2019: Doctor honoris causa de la Universidad Tecnológica Nacional.[9]
- 2019: Investigador de la Nación.[10]